# Mójcza
Mójcza – wieś w Polsce położona w województwie świętokrzyskim, w powiecie kieleckim, w gminie Daleszyce.
Mójcza położona jest nieopodal południowo-wschodniej granicy Kielc. Przez wieś płynie rzeka Lubrzanka, obok której utworzono w dawnej piaskowni niewielki zalew Mójcza (znajdujący się w granicach Kielc). W miejscowości znajduje się kościół parafialny oraz szkoła podstawowa. Dojazd z Kielc zapewniają autobusy kieleckiej komunikacji miejskiej.

## Historia
Początki Mójczy sięgają XI w., kiedy stanowiła uposażenie kieleckiego kościoła św. Wojciecha. W XIII w. prowadził tędy szlak handlowy łączący Kielce z Krakowem.
Była wsią biskupstwa krakowskiego w województwie sandomierskim w XV wieku w ostatniej ćwierci XVI wieku. Według Jana Długosza w miejscowości prócz 5 łanów był młyn i staw. W roku 1827 była dalej wsią duchowną i liczyła 437 mieszkańców w 66 domostwach. Pod koniec XIX wieku wchodziła w skład gminy Dyminy. W latach 1975–1998 miejscowość administracyjnie należała do województwa kieleckiego.

## Zabytki
- Drewniany kościół pw. Matki Boskiej Częstochowskiej, ufundowany przez ks. Józefa Ćwiklińskiego w 1865 r.

## Turystyka
Przez wieś przechodzi  niebieski szlak turystyczny z Chęcin do Łagowa.

## Osoby związane z Mójczą
- Tadeusz Buk (ur. 15 grudnia 1960 w Mójczy, zm. 10 kwietnia 2010 pod Smoleńskiem) – generał dywizji, dowódca Wojsk Lądowych RP

## Komunikacja
Do Mójczy dojeżdżają autobusy z Kielc na liniach 28 i 33. Ponadto, na terenie miejscowości znajduje się pętla autobusowa, która jest przystankiem końcowym dla obu linii.